# Phaenospermatideae
Phaenospermatideae es una tribu de hierbas de la familia Poaceae. Tiene los siguientes géneros.

## Géneros
- Phaenosperma[1]